# Madawaska Valley
Madawaska Valley es un municipio canadiense situado en la provincia de Ontario.

## Superficie
Madawaska Valley tiene una superficie de 665,83 km².

## Demografía
En 2021, tenía 3927 habitantes, una densidad poblacional de 5,9 hab./km², y 2541 viviendas.